# 명차현
명차현(1990년 3월 23일 ~ )은 조선민주주의인민공화국의 축구 선수이다. 포지션은 미드필더이다. 현재 4.25체육단 소속이다.